# Saint-Roman-de-Malegarde
 Saint-Roman-de-Malegarde  es una población y comuna francesa, en la región de Provenza-Alpes-Costa Azul, departamento de Vaucluse, en el distrito de Carpentras y cantón de Vaison-la-Romaine.
No está integrada en ninguna communauté de communes.

## Demografía
| 237 | 237 | 244 | 242 | 253 | 255 |
| Para los censos de 1962 a 1999 la población legal corresponde a la población sin duplicidades (Fuente: INSEE [Consultar]) |     |     |     |     |     |